# 什別尼河

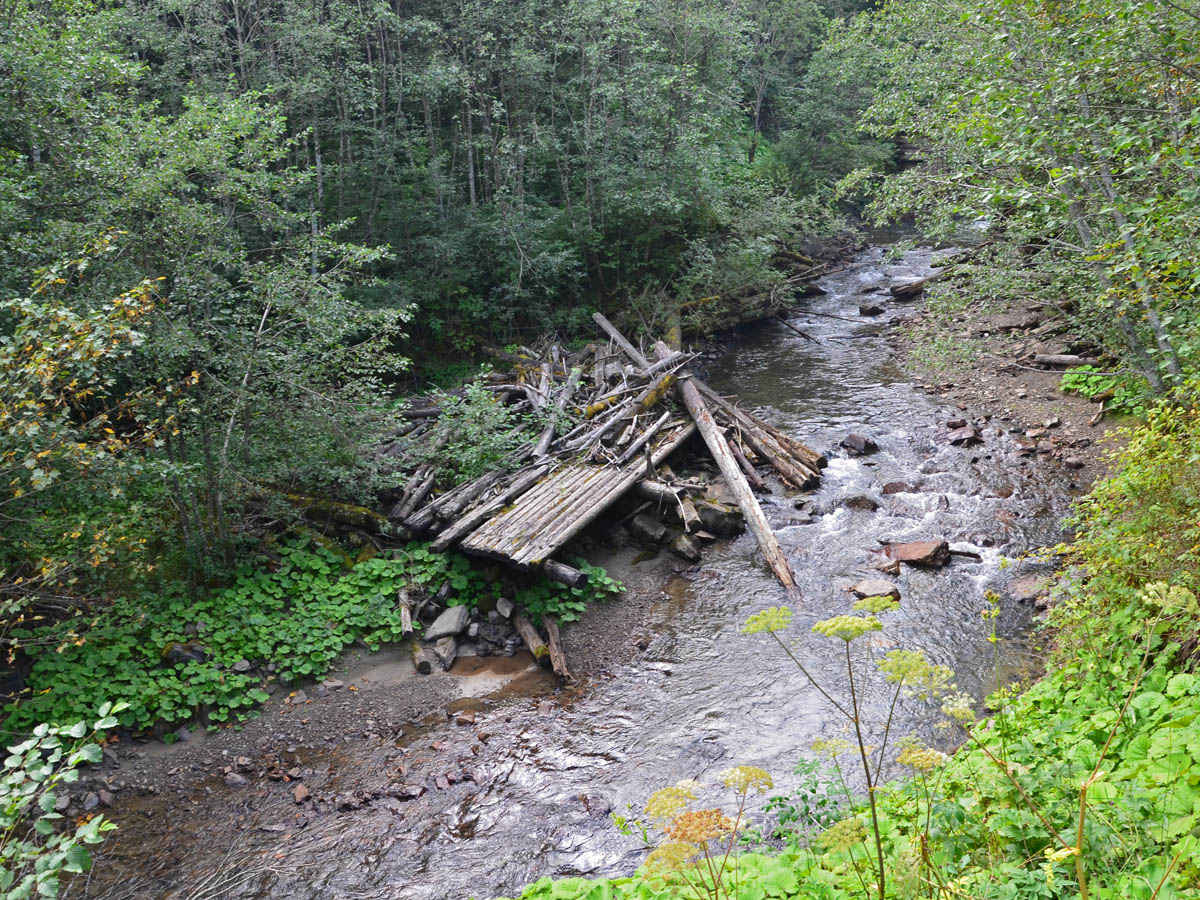

什別尼河（烏克蘭語：Шибений），是烏克蘭的河流，位於該國西部伊萬諾-弗蘭科夫斯克州，屬於黑切列莫什河的支流，流經韋爾霍維納區，河道全長11公里，流域面積83.4平方公里。